# 于里察·弗拉涅斯
于里察·弗拉涅斯（Jurica Vranješ，1980年1月31日—），克羅埃西亞足球運動員，出生在克羅地亞奧西耶克。弗拉涅斯司職中場。

## 生平
他在2000年由國內球會轉會到德甲球會勒沃庫森，之後在2003年轉會到斯圖加特，又在2005年自由转会到雲達不萊梅，他与不来梅的合同在2011年6月30日才到期，於2010年1月被租借到由德国籍主帅多尔（Thomas Doll）执教的真格拿拜列治直至赛季结束。

## 外部連結
- 于里察·弗拉涅斯 – FIFA國際賽競賽紀錄 (存檔)
- Jurica Vranješ profile at Werder Bremen official website